# Zakkur
Zakkur of Zakir was een koning van Hamath en Lihuti in Aram-Damascus.
Hij regeerde rond 758 v.Chr. De meeste informatie ver hem komt van een basalten steen, de Stele van Zakkur.

## Geschiedenis
Er is niet zo veel bekend over Zakkur. Hij wordt voor het eerst genoemd in Assyrische bronnen uit 808 v.Chr, tijdens Adad-Nirari III. Adar-Ninari beval zijn commandant Shamshi-Ilu het grensgeschil tussen Zakkur en Atarshumki I van Arpad vast te leggen.
Zakkur blijkt een inwoner te zijn van Ana (dat kan verwijzen naar de stad Hana/Terqa) aan de rivier de Eufraat, binnen de invloed van Assyrië.
Er wordt verondersteld dat Zakkur de Aramese dynastie van de stad Hamath (nu bekend als Hama) heeft gesticht. Sommige wetenschappers beschouwen hem als usurpator, want Hamath werd eerder geregeerd door koningen met Luwische en neo-Hetitische namen.
Luhuti, waarover Zakkur heerste, is bekend uit Assyrische inscripties. Toch beschrijven deze inscripties Luhuti als een land met veel steden en troepen.
De hoofdstad van Luhuti was Hazrik (uit Assyrische inscripties bekend als Hattarikka), deze stad ligt 45 KM van Aleppo. Dit is waar de Stelé van Zakkur is teruggevonden.
Lihiti werd in Hamath opgenomen rond 796 v.Chr.; het vormde de noordelijkste provincie van het rijk.

### Herdenking in de stelé
Zakkur werd belegerd in Tell Afis door een coalitie van Aramese koningen onder leiding van Benhadad III van Aram-Damascus, en die van de koning van Bit-Agusi. Zakkur overleefde de belegering en herdacht de belegering door de Stelé van Zakkur.